# Jack Kehoe
John Joseph „Jack“ Kehoe Jr. (* 21. November 1934 in New York City, New York; † 14. Januar 2020 in Los Angeles, Kalifornien) war ein US-amerikanischer Schauspieler, der in seiner rund 50 Jahre währenden Karriere in einigen mit dem Oscar ausgezeichneten Filmen zu sehen ist.

## Leben
Kehoe kam in zum New Yorker Bezirk Queens gehörenden Stadtteil Astoria zur Welt. Nach seinem High-School-Abschluss diente er drei Jahre bei der 101st Airborne Division. Im Anschluss daran absolvierte er eine Schauspielausbildung bei Stella Adler und bestritt in dieser Zeit seinen Lebensunterhalt mit Gelegenheitsarbeiten. 1963 trat er im Stück The Ballad of the Sad Café von Edward Albee erstmals am Broadway auf. 1967 sah man ihn in Trommeln in der Nacht von Bertolt Brecht und 1968 in A Moon for the Misbegotten von Eugene O’Neill.
Sein Filmdebüt gab Kehoe 1971 in der Mafia-Komödie Wo Gangster um die Ecke knallen als Barkeeper. Eine ebensolche Rolle nahm er auch 1973 in Die Freunde von Eddie Coyle unter der Regie von Peter Yates ein. Eine seiner bekanntesten Rollen ist die des Joe Erie an der Seite von Robert Redford und Paul Newman in der oscarprämierten Ganoven-Komödie Der Clou aus dem Jahr 1973. Ebenfalls 1973 trat er im Krimi Serpico an der Seite von Al Pacino auf, mit dem er 1977 auch im Theaterstück The Basic Training of Pavlo Hummel von David Rabe am Broadway zu sehen war. Weitere Filmauftritte hatte Kehoe 1987 in Brian de Palmas Kriminalfilm The Untouchables – Die Unbestechlichen und im Folgejahr mit Robert De Niro in Midnight Run – Fünf Tage bis Mitternacht.
In den 1980er Jahren trat Jack Kehoe auch vermehrt in Fernsehserien auf. Zu diesen zählen Twilight Zone, Miami Vice und Mord ist ihr Hobby. Seine letzte Filmrolle hatte er 1997 in The Game neben Michael Douglas, an dessen Seite er auch vier Jahre zuvor in Falling Down – Ein ganz normaler Tag zu sehen war.
2015 erlitt Kehoe einen Schlaganfall, an dessen Folgen er im Januar 2020 im Alter von 85 Jahren starb. Sein Grab befindet sich im Forest Lawn Memorial Park in Hollywood.

## Filmografie (Auswahl)
- 1968: A Hatful of Rain (Fernsehfilm)
- 1971: Wo Gangster um die Ecke knallen (The Gang That Couldn’t Shoot Straight)
- 1973: Die Freunde von Eddie Coyle (The Friends of Eddie Coyle)
- 1973: Serpico
- 1973: Der Clou (The Sting)
- 1974: Law and Disorder
- 1976: Car Wash – Der ausgeflippte Waschsalon (Car Wash)
- 1979: Das Wunder von Pittsburgh (The Fish That Saved Pittsburgh)
- 1980: Melvin und Howard (Melvin and Howard)
- 1981: Reds
- 1982: Quincy (Quincy, M. E., Fernsehserie, Folge Across the Line)
- 1983: Ein Richter sieht rot (The Star Chamber)
- 1983: Zwei vom gleichen Schlag (Two of a Kind)
- 1984: Der Pate von Greenwich Village (The Pope of Greenwich Village)
- 1985: Miami Vice (Fernsehserie, Folge The Home Invaders)
- 1985: Mord ist ihr Hobby (Murder, She Wrote; Fernsehserie, Folge School for Scandal)
- 1986: Kohlenstaub und Glitzerträume (Flight of the Spruce Goose)
- 1987: The Untouchables – Die Unbestechlichen (The Untouchables)
- 1988: D.O.A. – Bei Ankunft Mord (D.O.A.)
- 1988: Midnight Run – Fünf Tage bis Mitternacht (Midnight Run)
- 1990: Dick Tracy
- 1990: Blaze of Glory – Flammender Ruhm (Young Guns II)
- 1991: Twilight (Servants of Twilight)
- 1993: Falling Down – Ein ganz normaler Tag (Falling Down)
- 1994: Schlagzeilen (The Paper)
- 1997: The Game